# 増淵まり子
増淵 まり子（ますぶち まりこ、1980年1月24日 - ）は、栃木県出身の女子ソフトボール選手（投手）・指導者。2000年シドニーオリンピック銀メダリスト。

## 経歴
東京女子体育大学卒業。現在は東京女子体育大学ソフトボール部監督。
- 1980年1月24日、誕生
- 1986年4月、小学校入学
- 1992年4月、宇都宮市立陽南中学校入学
- 1995年4月、私立栄高等学校入学したが、同年中に白鷗大学足利高等学校に転校。白鷗大学足利高等学校在学中にNHK教育、テレビスポーツ教室（ソフトボール）に出演。
- 1998年4月、東京女子体育大学入学
- 2000年、シドニーオリンピック日本代表に選出（チーム最年少）。銀メダル獲得。
- 2002年3月、東京女子体育大学卒業。4月、デンソーに入団。
- 2008年、シーズン終了をもって現役引退。
- 2010年 財団法人岐阜県イベントスポーツ振興事業団所属し、スポーツ指導員として勤務するとともに、ぎふ清流国体に向け大垣ミナモの投手として活躍。

## 詳細情報

### 日本リーグ個人表彰
- 2002年 - 新人賞（投手）

### 背番号
- 20（2002 - 2008）